# Cryptocephalus acutesternalis
Cryptocephalus acutesternalis – gatunek z rzędu chrząszczy z rodziny stonkowatych.
Gatunek ten został opisany w 1978 roku przez Lwa Nikandrowicza Miedwiediewa.
Występuje endemicznie w Afganistanie.